# Chroniosuchidae
Die Chroniosuchidae waren eine Gruppe reptiliomorpher Landwirbeltiere des Oberperms von Russland, deren Vertreter angesichts ihres häufigen Vorkommens in Seesedimentgesteinen wahrscheinlich aquatisch oder amphibisch lebten und in Süßwasserseen als krokodilartige Räuber fungierten – eine ähnliche ökologische Stellung, wie sie bis zum Auftreten der Archosaurier manche Gruppen großer Temnospondylier innehatten (Sennikov 1996).

## Merkmale
Die Mehrzahl der bekannten Formen zeigen einen segmentierten Carapax, bestehend aus einer Reihe breiter miteinander gelenkig verbundener Hautknochenplatten (Osteoderme). Chroniosuchiden nehmen damit die spätere Ausbildung ähnlicher Panzerungen bei Amnioten wie den Crocodylomorphen, Aetosauriern, Ankylosauriern und Gürteltieren vorweg.
Uralerpeton und Suchonica zeigen demhingegen relativ schmale Osteoderme, die jedoch u. a. in der Ausbildung eines Paares nach hinten weisender Artikulationsflächen und einem langgestreckten pi-förmigen Ventralfortsatz, der die Verbindung zum Dornfortsatz des zugehörigen Wirbels darstellt, den Osteodermen anderer Chroniosuchiden gleichen (Golubev 1998–1999).
Ähnlich wie bei anderen Landwirbeltieren des Paläozoikums war die Bauchseite des Körpers mit einem System von teils verknöcherten Spindelschuppen besetzt (Ivakhnenko & Tvedokhlebova 1980). In ihrer Wirbelstruktur gleichen Chroniosuchiden der Schwestergruppe Bystrowianidae, den Amnioten und manchen anderen Reptiliomorphen wie den Diadectomorpha und Seymouriamorpha darin, dass der Wirbelbogen mit dem Pleurocentrum verschmolzen ist (vgl. Novikov et al. 2000).
Konvergent zum Antorbitalfenster der Archosaurier weisen Chroniosuchiden eine Schädelöffnung zwischen Augen- und Nasenöffnung auf. Die Kontaktflächen beteiligter Schädelknochen zeigen, dass Oberkiefer und Wange relativ zum Schädeldach beweglich waren – der Schädel konnte bei dieser Form der Schädelkinese seitlich verbreitert oder verschmälert werden. Zwischen die Tabularhörner des Hinterhaupts passte sich das vorderste Osteoderm der Rückenplattenserie ein (Ivakhnenko & Tverdokhlebova 1980, Golubev 2000).

## Systematik
Seit der Revision von Ivakhnenko & Tverdokhlebova (1980) werden die Chroniosuchiden mit den Bystrowianiden in der Gruppe Chroniosuchia zusammengefasst und gelten als Verwandte der Anthracosauria.
Gemäß der Neubeschreibung des russischen Chroniosuchiden-Materials durch Golubev (1998–2000) und nach einem im Jahr 2010 beschriebenen Fund aus der Madygen-Formation Südwest-Kirgisistans haben folgende Gattungen und Arten Gültigkeit:
- Chroniosuchus paradoxus Vyushkov, 1957
- Chroniosuchus licharevi Ryabinin, 1962
- Chroniosaurus dongusensis Tverdokhlebova, 1972
- Chroniosaurus levis Golubev, 1998
- Uralerpeton tverdokhlebovae Golubev, 1998
- Jarilinus mirabilis Golubev, 1998
- Suchonica vladmiri Golubev, 1999
- Madygenerpeton pustulatus Schoch, Voigt & Buchwitz, 2010

Auf der Grundlage eines Oberkiefer- und eines Unterkieferfragmentes aus dem Oberperm von China wurden jeweils eine weitere Gattung und Art beschrieben und zu den Chroniosuchiden gestellt: Phreatochronis qilianensis und Ingentidens corridoricus (Li & Cheng 1999).

## Bedeutung für die Stratigraphie der Russischen Tafel
Chroniosuchiden neben anderen Landwirbeltieren als Leitformen zur biostratigraphischen Untergliederung der kontinentalen Sedimentgesteinsabfolgen des russischen Mittel- bis Oberperms genutzt (Tabelle beruht auf Golubev 2000).
| Serie                | Regionale Stufe | Tetrapoden-Zonierung   | Tetrapoden-Zonierung      | nachgewiesene Chroniosuchia-Taxa                    |
| Serie                | Regionale Stufe | Zone                   | Subzone                   | nachgewiesene Chroniosuchia-Taxa                    |
| Ober- bis Mittelperm | Vyatkian        | Archosaurus rossicus   |                           | - Uralerpeton tverdochlebovae - Bystrowiana permira |
| Ober- bis Mittelperm | Vyatkian        | Scutosaurus karpinskii | Chroniosuchus paradoxus   | - C. paradoxus - C. licharevi                       |
| Ober- bis Mittelperm | Vyatkian        | Scutosaurus karpinskii | Jarilinus mirabilis       | - J. mirabilis                                      |
| Ober- bis Mittelperm | Severodvinian   | Proelginia permiana    | Chroniosaurus levis       | - C. levis                                          |
| Ober- bis Mittelperm | Severodvinian   | Proelginia permiana    | Chroniosaurus dongusensis | - C. dongusensis                                    |
| Ober- bis Mittelperm | Severodvinian   | Deltavjatia vjatkensis |                           | - Suchonica vladimiri                               |